# Немировский, Александр Иосифович
Алекса́ндр Ио́сифович Немиро́вский (также Александр Осипович; 8 ноября 1919, Тирасполь, Херсонская губерния — 8 февраля 2007, Москва) — советский и российский историк Древнего Рима и этрусской культуры, педагог, поэт, прозаик и переводчик. Автор более пятидесяти книг поэзии, исторических романов, учебных пособий и научных монографий. Доктор исторических наук. Основатель (и первый заведующий) кафедры истории древнего мира и древних языков Воронежского государственного университета. Первым среди российских учёных исследовал нурагическую культуру Сардинии и её связь с этрусками (его исследования в этой сфере продолжила Т. П. Кац).

## Биография
Александр Немировский родился в Тирасполе в 1919 году, но вскоре после его рождения, спасаясь от прокатившейся по Украине волны еврейских погромов, семья вернулась в уже румынскую Бессарабию. В 1926 году вся семья нелегально пересекла Днестр, по которому проходила тогда граница с СССР, и поселилась в Москве. Здесь Немировский окончил школу и в 1937 году поступил на исторический факультет Московского государственного университета. В том же году его родителей арестовали, но Немировскому удалось продолжить учёбу, а в 1938 году поступить в Литературный институт.
В 1941 году ушёл добровольцем на фронт, сначала служил в трудовом батальоне, а после окончания томского военного училища — в действующей армии в рядах 996-го стрелкового полка на Волховском, Ленинградском и 1-м Украинском фронтах вплоть до ранения в боях под верхнесилезским городком Нейсе за Одером  в его верхнем течении  1 апреля 1945 года. 9 мая 1945 года награждён орденом Красной Звезды.
В послевоенные годы окончил аспирантуру при историческом факультете МГУ, защитил кандидатскую диссертацию. Работал в Пензе, с 1957 года — в Воронежском государственном университете, где в 1968 г. основал кафедру истории древнего мира и древних языков и стал её первым заведующим. С 1977 года — в Москве.
В 1965 году защитил докторскую диссертацию по истории Раннего Рима и Италии. Являлся, как отмечают, одним из неформальных лидеров молодого поколения советских историков древности.
Был женат на антиковеде Л. С. Ильинской (1934—2002).
Скончался 8 февраля 2007 года в Москве на 88-м году жизни. Похоронен в Москве на Миусском кладбище.

## Творчество
Стихи начал писать в школьные годы, первые публикации — в газете «Московский университет» (1938—1941). Автор сборников стихов: «Стихи» (Пенза, 1953), «Лирика» (Пенза, 1955), «Свиток» (Воронеж, 1992), «Стихи и переводы» (М., 1992), «Избранное» (М., 2000), «Образы и раздумья» (М., 2002), «От костра, исходившего искрами» (М., 2002), «Военная память» (М., 2002), «Погружение» (М., 2003), «Год стиха» (М., 2005), «Зеркало Клио» (Воронеж, 2005). Переводил поэзию Германа Гессе, Иоганнеса Бехера, античных поэтов Вергилия («Энеида»), Катулла, Овидия, Марциала, Горация, ассирийский «Эпос о Гильгамеше», «Песнь песней» царя Соломона, современного греческого поэта Й. Сефериса. Впервые опубликовал стихотворения своего друга Николая Майорова (1919—1942) и репрессированного поэта Бориса Зубакина (1894—1938). Первый в советское время переводчик Р.-М. Рильке (Воронеж, 1958).
Немировский — автор множества научных статей и книг, среди которых как научные монографии, так и исторические романы: «Слоны Ганнибала», «За столбами Мелькарта», «Тиберий Гракх», «Пурпур и яд», «Этрусское зеркало», «Нить Ариадны», «Карфаген должен быть разрушен», «Пифагор». Общий тираж его художественных книг превысил 6 миллионов экземпляров.
О его книге «Рождение Клио: у истоков исторической мысли» д-р ист. наук М. Бобкова отмечала (2011), что оная "хотя и носит довольно популярный характер, тем не менее, до сих пор остается единственным примером целостного рассмотрения античной традиции историописания [в отечественной историографии]".

## Книги

### Научная литература
- История раннего Рима и Италии. Возникновение классового общества и государства. Воронеж, 1962.
- Идеология и культура раннего Рима. Воронеж, 1964.
- У истоков исторической мысли. Издательство Воронежского Университета, 1979. 2-е изд. под названием Рождение Клио: у истоков исторической мысли. Воронеж: Изд-во Воронеж. ун-та, 1986.
- Этруски: От мифа к истории. М.: Наука, 1983.
- Нить Ариадны. В лабиринтах археологии . — М.: Вече, 2007. — 432 с.
- Немировский А. И., Уколова В. И. Свет звёзд, или Последний русский розенкрейцер (О поэте, ученом, скульпторе Б. М. Зубакине). — М.: Прогресс-Культура, 1995. — 416 с. — 3000 экз. (в пер.)

### Переводы
- Немировский А. И., Дашкова М. Ф. «Римская история» Веллея Патеркула. Воронеж: Изд-во Воронеж. ун-та, 1985
- Аппиан. Римская история. Первые книги. / Пер. и комм. А. И. Немировского. (Серия «Античная библиотека»). СПб.: Алетейя, 2004.

### Учебная и популярная литература
- Книга для чтения по истории древнего мира: Пособие для учащихся 5-го кл. сред. шк. М. Просвещение, 1986.
- Книга для чтения по истории древнего мира (на литовском языке). Пособие для учащихся [6-х кл. сред. шк.: Пер. с рус. Каунас: Швиеса, 1989.
- Книга для чтения по истории древнего мира (на украинском языке): Пособие для учащихся 6-го кл. сред. шк.: Пер. с рус. Киев: Радянска школа, 1990.
- Рассказы по истории древнего мира (на английском языке [Пер. с рус.] М. Прогресс, 1990.
- Книга для чтения по истории древнего мира (на молдавском языке). Для учащихся [6-го кл.: Пер. с рус.], Кишинёв: Лумина, 1991.
- Книга для чтения по истории древнего мира: Пособие для учащихся 6-го кл. сред. шк. 2-е изд., перераб. и доп. М. Просвещение, 1991.
- Мифы Древней Эллады. М. Просвещение, 1992.
- Античность: история и культура: Пособие для учащихся ст. классов общеобразоват. учреждений и студентов пед. вузов: В 2 т. М. АО «Аспект-пресс», 1994.
- Мифы и легенды Древнего Востока: [Для учащихся сред. и ст. классов], М. Просвещение, 1994.
- История древнего мира. Греция и Рим: Для школьников ст. классов. Учеб. пособие для общеобразоват. учеб. заведений: В 2 т., М. Изд. дом «Дрофа», 1995.
- Книга для чтения по истории древнего мира: Учеб. пособие для учащихся 5-го кл. общеобразоват. учреждений. 3-е изд., перераб. и доп. М. Просвещение: Учеб. лит., 1996.
- История древнего мира. Греция и Рим: 10-11-е кл. Пособие для учащихся ст. кл. шк., гимназий, лицеев: В 2 т., М. Изд. дом «Дрофа», 1996.
- Рассказы по истории древнего мира: 10-11-е кл.: Кн. для учащихся общеобразоват. учеб. заведений, М. Изд. дом «Дрофа», 1996.
- Легенды ранней Италии и Рима [Для сред. и ст. кл.], М. Просвещение: Учеб. лит., 1996.
- Книга для чтения по истории древнего мира. 5 класс, М. Просвещение: Учебная Литература, 1996.
- Античность: История и культура. 10-11-е кл. Пособие для учащихся ст. кл. шк., гимназий, лицеев. В 2 т. 4-е изд., испр. и доп. М. Терра-Кн. Клуб, 1999.
- Древний мир: Культура и власть. 10-11-е кл. Кн. для учащихся общеобразоват. Учеб. 2-е изд. М. Терра-Кн. Клуб, 1999.
- 400 знаменитых имен и событий из всеобщей и отечественной истории для школьников. Серия: Большая библиотека «Дрофы». М. Дрофа, 2000.
- История Древнего мира. Античность. Часть 1 Серия: Учебник для вузов, М. Владос, 2000.
- История Древнего мира. Античность. Часть 2 Серия: Учебник для вузов, М. Владос, 2000.
- Мифы древности. Эллада: Античное наследие, Лабиринт, 2000.
- История Древнего мира: Греция и Рим: Пособие для учащихся 10-11 классов школ, гимназий, лицеев: В 2 тт: Т. 1, М., 2001.
- История Древнего мира: Греция и Рим: Пособие для учащихся 10-11 классов школ, гимназий, лицеев: В 2 тт: Т. 2, М., 2001.
- Мифы древности. Ближний Восток, М. Лабиринт, 2001.
- Мифы древности. Италия Античное наследие, М. Лабиринт, 2001.

### Художественные произведения
- Немировский А. И. За столбами Мелькарта. — М.: Детская литература, 1959.
- Немировский А. И. Слоны Ганнибала: Исторический роман. [Для средн. школьн. возраста]. — М.: Детская литература, 1963. 
  - 2-е изд., перераб. М.: Детская литература, 1983.
- Немировский А. И. Белые, голубые и собака Никс: Исторические рассказы. — М.: Детская литература, 1966.
- Немировский А. И. Этрусское зеркало. — М.: Детская литература, 1969.
- Немировский А. И. Пурпур и яд[3]. — М.: Детская литература, 1973.
- Немировский А. И. Свиток [Стихи]. — Воронеж: МИПП «Логос», 1992.
- Немировский А. И. В круге земель: Трилогия. — М. Технол. шк. бизнеса: Памятники ист. Мысли, 1995.
- Немировский А. И. За столбами Мелькарта: [Ист. повести: Для сред. шк. возраста]. — М. Уникум, 1997.
- Немировский А. И. Пифагор. Роман. — М.: Армада, 1998.
- Немировский А. И. Карфаген должен быть разрушен. — М.: Астрель, 2010.